# 金牛犊

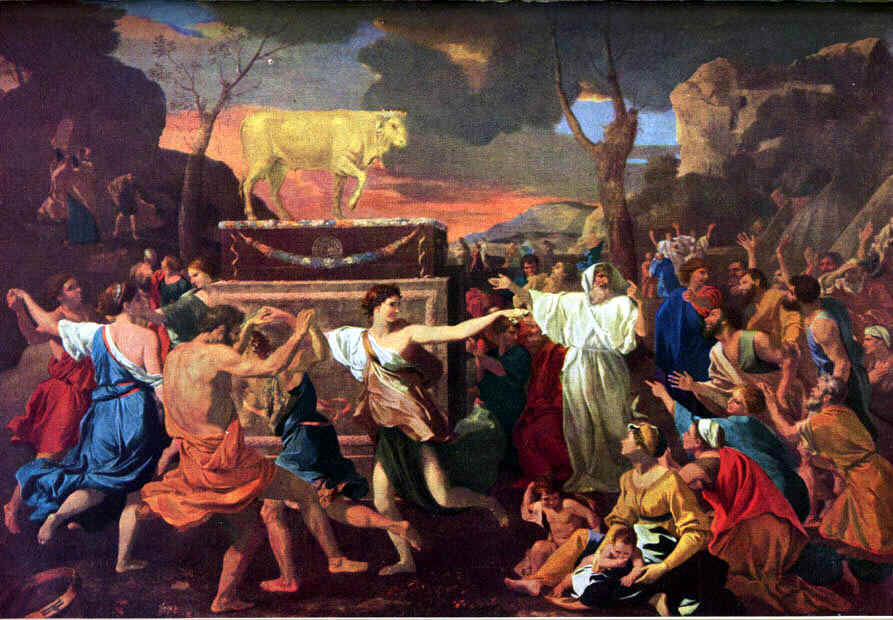
对金牛犊的偶像崇拜

金牛犊（希伯來語：עגל הזהב）是当摩西上西奈山领受十诫时，以色列人制造的一尊以阿匹斯原型的的偶像。根据希伯来圣经的记载，金牛犊是亚伦制造，以取悦以色列人。
在希伯来语中，这一事件被称为“Chet ha'Egel”（חטא העגל）或“金牛犊的罪”。它最初记载在出埃及记32:4，古兰经20:83也有记载。在古埃及、古代近东和爱琴海地区，野牛受到广泛的崇拜。

## 圣经记载

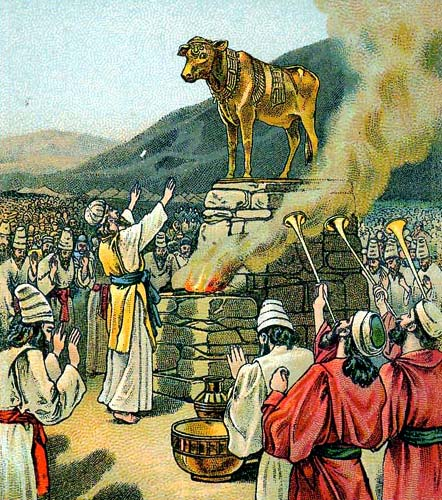

当摩西上西奈山领受十诫时，他离开以色列人40昼夜。以色列人担心他不再回来，要求亚伦为他们制造神像。摩西与上帝交谈时得知消息後折返，愤怒地摔碎写有十诫的石板並毁掉金牛犊，對此亞倫作出辯解，摩西要眾人抉擇，利未子孫選擇歸屬上帝，摩西命令他們杀死其他3000名當地百姓。拜祭金牛犢被視為迷信的象徵。